# にっぽんの道 (テレビ番組)
『にっぽんの道』（にっぽんのみち）は、三重テレビが制作し、独立協加盟局などで放送されている。にっぽんの道をテーマにしたドキュメンタリー番組である。三重テレビでは2022年4月から2023年1月まで放送される。放送回数は全10回。

## 概要
制作局である三重テレビでは、毎月第4土曜日の21:00 - 21:55（JST）に本放送、翌月第1土曜日の同時間帯に再放送を行う。

## 各話リスト
| 回 | タイトル                                         |
| -- | ------------------------------------------------ |
| 1  | 芭蕉のお伊勢参り～終わりから始まる道～           |
| 2  | 古代の文化が通った道～難波から飛鳥へ、竹内街道～ |
| 3  | お遍路Ⅰ～同行二人お大師さんの道の始まり～        |
| 4  | お遍路Ⅱ～同行二人巡拝のこころ～                  |
| 5  | 山の辺の道～万葉歌に詠まれた古道～               |
| 6  | 塩の道～三河と信州を結ぶ命の道～                 |
| 7  | 富士山～浅間信仰の来た道～                       |
| 8  | お伊勢参りの海の道、川の道、分かれ道～           |
| 9  | 伊勢西国三十三所観音巡礼                         |
| 10 | にっぽんの道とは                                 |

## 出演者
全回通しての出演はナレーションで俳優の森本レオ。
第1回
- 馬淵尚樹（大垣市奥の細道むすびの地記念館館長）
- 音羽悟（神宮司庁広報室広報課長）

第2回
- 遠藤慶太（皇學館大学文学部国史学科教授）
- 白神典之 (堺市博物館学芸課学芸員）
- 木谷智史（太子町 教育委員会生涯学習課主査）
- 近藤本龍（聖徳太子御廟所磯長山叡福寺管主）
- 吉川雅章 (長尾神社宮司）

第3回
- 畠田秀峰 (四国八十八ヶ所霊場会会長・第6番温泉山安楽寺 住職）
- 井内照真   (四国八十八ヶ所霊場会公認先達）
- 片桐孝浩 （さぬき市文化財保護指導員・【第4話にも出演】）

第4回
- 長谷川恵淳（第七十五番札所総本山善通寺執行）
- 榊原佳代子（お遍路休憩所　仁庵）
- 北村実穂 （三重テレビアナウンサー）

第5回
- 井上さやか（奈良県立万葉文化館企画・研究課　企画・研究係長）
- 北口聡人(天理市教育委員会 文化財課 主任主査）

第6回
- 安藤由真（愛知県豊田市 生涯活躍部 文化財課足助分室主事 ）
- 加藤敏明(西尾市塩田体験館 吉良饗庭塩の里塩田体験指導員 ）
- 柄澤照文（ペン画家）

第7回
- 篠原武（ふじさんミュージアム学芸員）
- 福井宏和 (富士山本宮浅間大社権禰宜）
- 小澤恵美子（北口御師 筒屋）

第8回
- 藤谷知良（真宗高田派本山専修寺総務）
- 高橋徹 (伊勢河崎まちづくり衆 理事長）

第9回
- 村上道雄（高神山 荒神山観音寺 名誉住職）
- 木造隆誠 (龍池山 松尾観音寺住職）

第10回
- 鈴木亜季（桑名市博物館学芸員）
- 籠島浩恵  （寶篋山安養院極楽寺住職）

## ネット局
| 放送対象地域 | 放送局                               | 系列   | 放送日時 |
| ------------ | ------------------------------------ | ------ | --- |
| 三重県       | 三重テレビ放送（MTV）〈制作局〉      | JAITS  | 第01回：2022年04月23日 21:00 - 第02回：2022年05月28日 21:00 - 第03回：2022年06月25日 21:00 - 第04回：2022年07月23日 21:00 - 第05回：2022年08月27日 21:00 - 第06回：2022年09月24日 21:00 - 第07回：2022年10月22日 21:00 - 第08回：2022年11月26日 21:00 - 第09回：2022年12月24日 21:00 - 第10回：2023年01月28日 21:00 -  |
| 岐阜県       | 岐阜放送（GBS）                      | JAITS  | 第01回：2023年04月06日 21:00 - 第02回：2023年04月13日 21:00 - 第03回：2023年04月20日 21:00 - 第04回：2023年04月27日 21:00 - 第05回：2023年05月04日 21:00 - 第06回：2023年05月11日 21:00 - 第07回：2023年05月18日 21:00 - 第08回：2023年05月25日 21:00 - 第09回：2023年06月01日 21:00 - 第10回：2023年06月08日 21:00 -  |
| 栃木県       | とちぎテレビ（GYT）                  | JAITS  | 第01回：2022年06月25日 19:00 - 第02回：2022年07月24日 19:00 - 第03回：2022年08月28日 19:00 - 第04回：2022年09月25日 19:00 - 第05回：2022年10月23日 19:00 - 第06回：2022年11月27日 19:00 - 第07回：2022年12月24日 18:00 - 第08回：2023年01月22日 19:00 - 第09回：2023年03月04日 19:00 - 第10回：2023年03月26日 19:00 -  |
| 群馬県       | 群馬テレビ（GTV）                    | JAITS  | 第01回：2022年05月28日 20:00 - 第02回：2022年06月19日 20:00 - 第03回：2022年07月31日 20:00 - 第04回：2022年08月28日 20:00 - 第05回：2022年09月25日 20:00 - 第06回：2022年10月22日 20:00 - 第07回：2022年11月27日 20:00 - 第08回： 2022年12月31日 19:00 - 第09回：2023年01月29日 20:00 - 第10回：2023年02月26日 20:00 - |
| 千葉県       | 千葉テレビ放送（CTC）                | JAITS  | 第01回：2022年05月28日 19:00 - 第02回：2022年06月11日 19:00 - 第03回：2022年07月16日 18:05 - 第04回：2022年10月01日 19:00 - 第05回：2022年10月29日 19:00 - 第06回：2022年12月10日 19:00 - 第07回：2023年01月14日 19:00 - 第08回：2023年02月11日 19:00 - 第09回：2023年03月11日 19:00 - 第10回：2023年04月02日 19:00 -  |
| 東京都       | 東京メトロポリタンテレビジョン（MX） | JAITS  | 第01回：2022年04月29日 14:00 - 第02回：2022年10月02日 11:00 - 第03回：2022年10月30日 11:00 - 第04回：2022年11月06日 11:00 - 第05回：2022年12月04日 11:00 - 第06回：2023年02月23日 10:00 - 第07回：2023年02月23日 12:00 - 第08回：2023年02月23日 14:00 - 第09回：2023年03月21日 12:00 - 第10回：2023年03月21日 14:00 -  |
| 埼玉県       | テレビ埼玉（TVS）                    | JAITS  | 第01回：2022年06月25日 20:00 - 第02回：2022年07月24日 20:00 - 第03回：2022年08月20日 20:00 - 第04回 : 2022年12月03日 20:00 - 第05回：2022年12月04日 20:00 - 第06回： 第07回：2023年02月04日 19:00 - 第08回：2023年03月19日 20:00 - 第09回：2023年04月23日 20:00 - 第10回：2023年05月07日 20:00 -                       |
| 神奈川県     | テレビ神奈川（TVK）                  | JAITS  | 第01回：2023年01月10日 19:00 - 第02回：2023年01月17日 19:00 - 第03回：2023年01月24日 19:00 - 第04回：2023年01月31日 19:00 - 第05回：2023年02月07日 19:00 - 第06回：2023年02月14日 19:00 - 第07回：2023年02月21日 19:00 - 第08回：2023年02月28日 19:00 - 第09回： 2023年03月07日 19:00 - 第10回：2023年03月21日 19:00 - |
| 京都府       | 京都放送（KBS）                      | JAITS  | 第01回：2022年05月24日 20:00 - 第02回：2022年06月28日 20:00 - 第03回: 2022年07月26日 20:00 - 第04回：2022年08月30日 20:00 - 第05回：2022年09月27日 20:00 - 第06回：2022年10月25日 20:00 - 第07回：2022年11月29日 20:00 - 第08回：2023年01月31日 20:00 - 第09回：2023年02月28日 20:00 - 第10回：2023年03月14日 20:00 -  |
| 兵庫県       | サンテレビジョン（SUN）              | JAITS  | 第01回：2022年05月22日 14:00 - 第02回：2022年06月19日 14:00 - 第03回：2022年07月24日 14:00 - 第04回：2022年08月14日 16:00 - 第05回：2022年09月18日 16:00 - 第06回：2022年10月02日 14:00 - 第07回：2022年11月13日 21:00 - 第08回：2022年12月11日 14:00 - 第09回：2023年01月15日 14:00 - 第10回：2023年03月12日 16:00 -  |
| 全国放送     | BSフジ                               | BS放送 | 第01回：2023年01月14日 14:00 - 第02回：2023年01月21日 14:00 - 第03回：2023年01月28日 14:00 - 第04回：2023年02月04日 14:00 - 第05回：2023年02月11日 14:00 - 第06回：2023年02月18日 14:00 - 第07回：2023年02月25日 14:00 - 第08回：2023年03月04日 14:00 - 第09回：2023年03月18日 14:00 - 第10回：2023年04月01日 14:00 -  |

## スタッフ
- 制作著作：三重テレビ放送